# 4769 Касталія
4769 Касталія (4769 Castalia) — астероїд групи Аполлона, відкритий 9 серпня 1989 року Елеанорою Ф. Хелін.
Найменша відстань перетину орбіт щодо Землі — 0,0201015 а. о.